# Campeonato Europeo de Atletismo de 1958
El VI Campeonato Europeo de Atletismo se celebró en Estocolmo (Suecia) entre el 19 y el 24 de agosto de 1958 bajo la organización de la Asociación Europea de Atletismo (EAA) y la Federación Sueca de Atletismo. 
Las competiciones se realizaron en el Estadio Olímpico de la capital sueca.

## Resultados

### Masculino
| Evento             | Oro                                                                                 | Plata                                                                                          | Bronce                                                                             |
| ------------------ | ----------------------------------------------------------------------------------- | ---------------------------------------------------------------------------------------------- | ---------------------------------------------------------------------------------- |
| 100 m              | Armin Hary Alemania Occidental 10,3                                                 | Manfred Germar Alemania Occidental 10,4                                                        | Peter Radford Reino Unido 10,4                                                     |
| 200 m              | Manfred Germar Alemania Occidental 21,0                                             | David Segal Reino Unido 21,3                                                                   | Jocelyn Delecour Francia 21,3                                                      |
| 400 m              | John Wrighton Reino Unido 46,3                                                      | John Salisbury Reino Unido 46,5                                                                | Karl-Friedrich Haas Alemania Occidental 47,0                                       |
| 800 m              | Michael Rawson Reino Unido 1:47,8                                                   | Audun Boysen · Noruega · 1:47,9                                                                | Paul Schmidt Alemania Occidental 1:47,9                                            |
| 1.500 m            | Brian Hewson Reino Unido 3:41,9                                                     | Dan Waern · Suecia · 3:42,1                                                                    | Ronald Delany Irlanda 3:42,3                                                       |
| 5.000 m            | Zdzisław Krzyszkowiak · Polonia · 13:53,4                                           | Kazimierz Zimny · Polonia · 13:55,2                                                            | Gordon Pirie Reino Unido 14:01,6                                                   |
| 10.000 m           | Zdzisław Krzyszkowiak · Polonia · 28:56,0                                           | Evgeni Zhukov Unión Soviética 28:58,6                                                          | Nikolai Pudov Unión Soviética 29:02,2                                              |
| 110 m vallas       | Martin Lauer Alemania Occidental 13,7                                               | Stanko Lorger Yugoslavia 14,1                                                                  | Anatoli Mikhailov Unión Soviética 14,4                                             |
| 400 m vallas       | Yuri Lituyev Unión Soviética 51,1                                                   | Per-Ove Trollsås · Suecia · 51,6                                                               | Bruno Galliker · Suiza · 51,8                                                      |
| 3.000 m obstáculos | Jerzy Chromik · Polonia · 8:38,2                                                    | Semion Rzhishchin Unión Soviética 8:38,8                                                       | Hans Hüneke Alemania Occidental 8:43,6                                             |
| 20 km marcha       | Stanley Vickers Reino Unido 1:33:09                                                 | Leonid Spirin Unión Soviética 1:35:04                                                          | Lennart Back · Suecia · 1:35:38                                                    |
| 50 km marcha       | Yevgueni Maskinskov Unión Soviética 4:17:15                                         | Abdon Pamich · Italia · 4:18:00                                                                | Max Weber República Democrática Alemana 4:19:59                                    |
| Maratón            | Sergei Popov Unión Soviética 2:15:17                                                | Ivan Filin Unión Soviética 2:20:50                                                             | Fred Norris Reino Unido 2:21:15                                                    |
| Salto de altura    | Rickard Dahl · Suecia · 2,12 m                                                      | Jiří Lanský Checoslovaquia 2,10 m                                                              | Stig Pettersson · Suecia · 2,10 m                                                  |
| Salto con pértiga  | Eeles Landström · Finlandia · 4,50                                                  | Manfred Preussger República Democrática Alemana 4,50                                           | Vladimir Bulatov Unión Soviética 4,50                                              |
| Salto de longitud  | Igor Ter-Ovanesian Unión Soviética 7,81                                             | Kazimierz Kropidłowski · Polonia · 7,67                                                        | Henryk Grabowski · Polonia · 7,51                                                  |
| Salto triple       | Józef Schmidt · Polonia · 16,43                                                     | Oleg Riakhovski Unión Soviética 16,02                                                          | Vilhjálmur Einarsson Islandia 16,00                                                |
| Peso               | Arthur Rowe Reino Unido 17,78                                                       | Viktor Lipsnis Unión Soviética 17,47                                                           | Jiří Skobla Checoslovaquia 17,12                                                   |
| Disco              | Edmund Piątkowski · Polonia · 53,92                                                 | Todor Todorov Bulgaria 53,82                                                                   | Vladimir Truseniov Unión Soviética 53,74                                           |
| Martillo           | Tadeusz Rut · Polonia · 64,78                                                       | Mikhail Krivonosov Unión Soviética 63,78                                                       | Gyula Zsivótzky · Hungría · 63,68                                                  |
| Jabalina           | Janusz Sidło · Polonia · 80,18                                                      | Egil Danielsen · Noruega · 78,27                                                               | Gergely Kulcsár · Hungría · 75,26                                                  |
| 4 x 100 m          | Alemania Occidental 40,2 Walter Mahlendorf Armin Hary Heinz Fütterer Manfred Germar | Reino Unido 40,2 Peter Radford Roy Sandstrom David Segal Adrian Breacker                       | Unión Soviética 40,4 Boris Tokarev Edvin Ozolin Yuriy Konovalov Leonid Bartenev    |
| 4 x 400 m          | Reino Unido 3:07,9 Ted Sampson John MacIsaac John Wrighton John Salisbury           | Alemania Occidental 3:08,2 Carl Kaufmann Manfred Poerschke Johannes Kaiser Karl-Friedrich Haas | Suecia · 3:10,7 · Nils Holmberg · Hans Lindgren · Lennart Johnsson · Alf Petersson |
| Decatlón           | Vasili Kuznetsov Unión Soviética 7865 pts.                                          | Uno Palu Unión Soviética 7329 pts.                                                             | Walter Meier República Democrática Alemana 7249 pts.                               |

## Medallero
| Núm. | País           | Oro | Plata | Bronce | Total |
| ---- | -------------- | --- | ----- | ------ | ----- |
| 1    | URSS           | 11  | 15    | 9      | 35    |
| 2    | Polonia        | 8   | 2     | 2      | 12    |
| 3    | Reino Unido    | 7   | 5     | 5      | 17    |
| 4    | RFA            | 6   | 3     | 6      | 15    |
| 5    | Suecia         | 1   | 2     | 3      | 6     |
| 6    | Checoslovaquia | 1   | 2     | 1      | 4     |
| 7    | Finlandia      | 1   | 0     | 0      | 1     |
| 7    | Rumania        | 1   | 0     | 0      | 1     |
| 9    | RDA            | 0   | 2     | 4      | 6     |
| 10   | Noruega        | 0   | 2     | 0      | 2     |
| 12   | Bulgaria       | 0   | 1     | 0      | 1     |
| 12   | Italia         | 0   | 1     | 0      | 1     |
| 12   | Yugoslavia     | 0   | 1     | 0      | 1     |
| 14   | Hungría        | 0   | 0     | 2      | 2     |
| 15   | Francia        | 0   | 0     | 1      | 1     |
| 15   | Irlanda        | 0   | 0     | 1      | 1     |
| 15   | Islandia       | 0   | 0     | 1      | 1     |
| 15   | Suiza          | 0   | 0     | 1      | 1     |
|      | TOTAL          | 36  | 36    | 36     | 108   |